# Bruno Paul

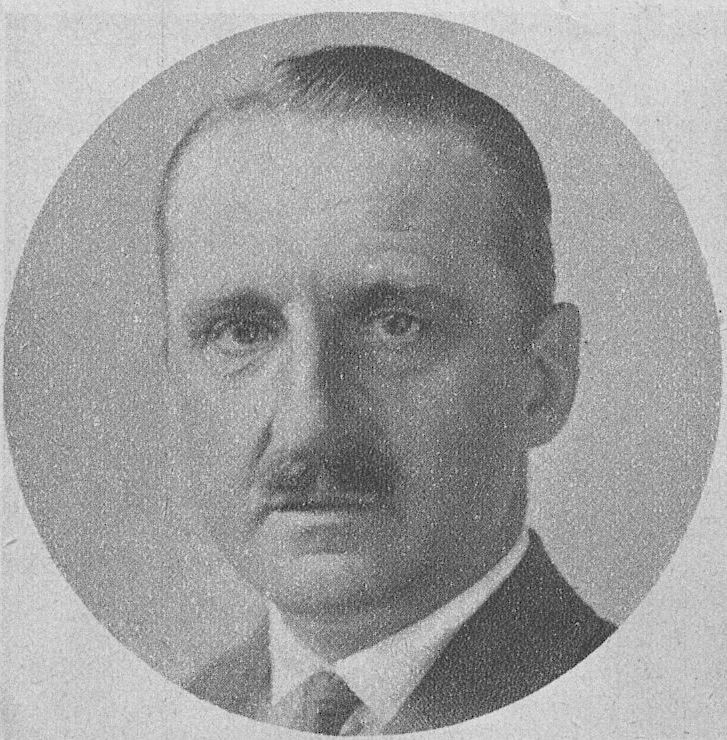
Bruno Paul, um 1924

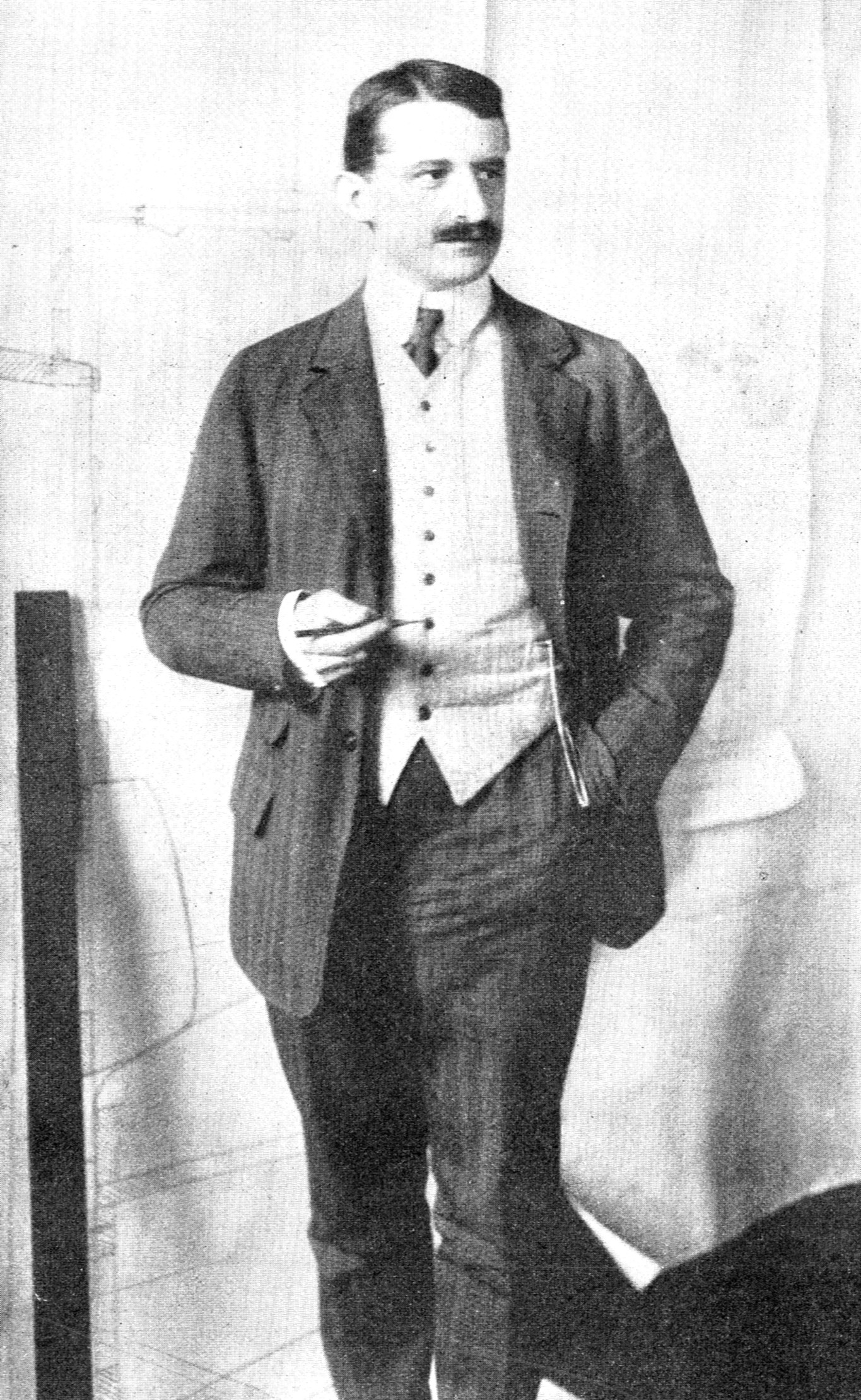
Bruno Paul in seinem Atelier 1907.

Bruno Paul (* 19. Januar 1874 in Seifhennersdorf; † 17. August 1968 in Berlin) war als Architekt ein Wegbereiter der modernen Architektur in Deutschland, außerdem Karikaturist, Möbeldesigner und Inneneinrichter. Er wirkte über lange Jahre als Hochschullehrer und beeinflusste dabei bedeutende Künstler wie Ludwig Mies van der Rohe, Adolf Meyer, George Grosz und Hannah Höch. 

## Leben
Nach dem Abitur besuchte Bruno Paul zunächst auf Wunsch seines Vaters das Friedrichstädter Lehrerseminar in Dresden. Erst als der Vater vom künstlerischen Talent seines Sohns überzeugt war, konnte Paul von 1892 bis 1894 Malerei an der Kunstakademie Dresden studieren. Bei Paul Hoecker an der Akademie der Bildenden Künste München setzte er seine künstlerische Ausbildung fort; die späteren Simplicissimus-Zeichner Wilhelm Schulz und Eduard Thöny studierten in derselben Klasse. 1896 veröffentlichte Paul erste Zeichnungen in der im gleichen Jahr gegründeten Zeitschrift Jugend. 1897 wechselte er als Karikaturist zu der satirischen Wochenzeitschrift Simplicissimus. Im selben Jahr gründete er unter anderem zusammen mit Bernhard Pankok, Richard Riemerschmid und Hermann Obrist die Münchner Vereinigten Werkstätten für Kunst im Handwerk. Er arbeitete nun parallel als Karikaturist sowie als Entwerfer von Möbeln und Raumausstattungen. Am 1. Januar 1907 begann seine Lehrtätigkeit, als er zum Direktor der Unterrichtsanstalt des Kunstgewerbemuseums Berlin und zum Professor ernannt wurde. Ebenso im Jahr 1907 war er Mitbegründer des Deutschen Werkbundes und erhielt auf der Großen Berliner Kunstausstellung eine kleine Goldmedaille. 1910 übertrug man ihm die künstlerische Leitung der Deutschen Abteilung auf der Weltausstellung in Brüssel. Seit 1911 arbeitete er mit den Deutsche Werkstätten Hellerau zusammen. 1919 wurde er in die Preußische Akademie der Künste berufen.
Ebenfalls 1919 hatte er die programmatische Schrift „Erziehung der Künstler an staatlichen Schulen“ herausgegeben. Am 1. Oktober 1924 wurde Bruno Paul, der zu diesem Zeitpunkt schon ein umfangreiches Gesamtwerk vorweisen konnte, Direktor der Vereinigten Staatsschulen für freie und angewandte Kunst („VS“, heute Universität der Künste) in Berlin.
Zum 31. Dezember 1932, noch vor der Machtergreifung der Nationalsozialisten, legte er dieses Amt nieder und erhielt die Leitung eines Meisterateliers für Architektur an der Akademie der Künste, aus diesem Amt wurde er am 29. September 1933 in den sofortigen Ruhestand versetzt. Als Architekt und Designer konnte er allerdings als Mitglied der Reichskammer der Bildenden Künste weiterarbeiten und führte das Atelier für Architektur Bruno Paul in Berlin fort. Paul entwarf 1935 für Karl Schmidt-Hellerau das Anbaumöbelprogramm „Die wachsende Wohnung“, das auch nach dem Zweiten Weltkrieg bis circa 1958 in den Deutsche Werkstätten Hellerau produziert wurde. Im Sommer 1937 wurde er neben Ernst Barlach, Rudolf Belling, Ludwig Gies, Karl Hofer, Ernst Ludwig Kirchner, Oskar Kokoschka, Emil Nolde, Max Pechstein, Ludwig Mies van der Rohe, Christian Rohlfs und Emil Rudolf Weiss aufgefordert, aus der Preußischen Akademie der Künste auszutreten, dieser Aufforderung kam er am 10. Juli 1937 schriftlich nach.
Am 17. Dezember 1940 beantragte er die Aufnahme in die NSDAP und wurde zum 1. Januar 1941 aufgenommen (Mitgliedsnummer 8.735.788). In der Endphase des Zweiten Weltkriegs wurde er im September 1944 in die Gottbegnadeten-Liste der wichtigsten Architekten aufgenommen, was ihn vor einem Kriegseinsatz, auch an der Heimatfront, bewahren sollte.

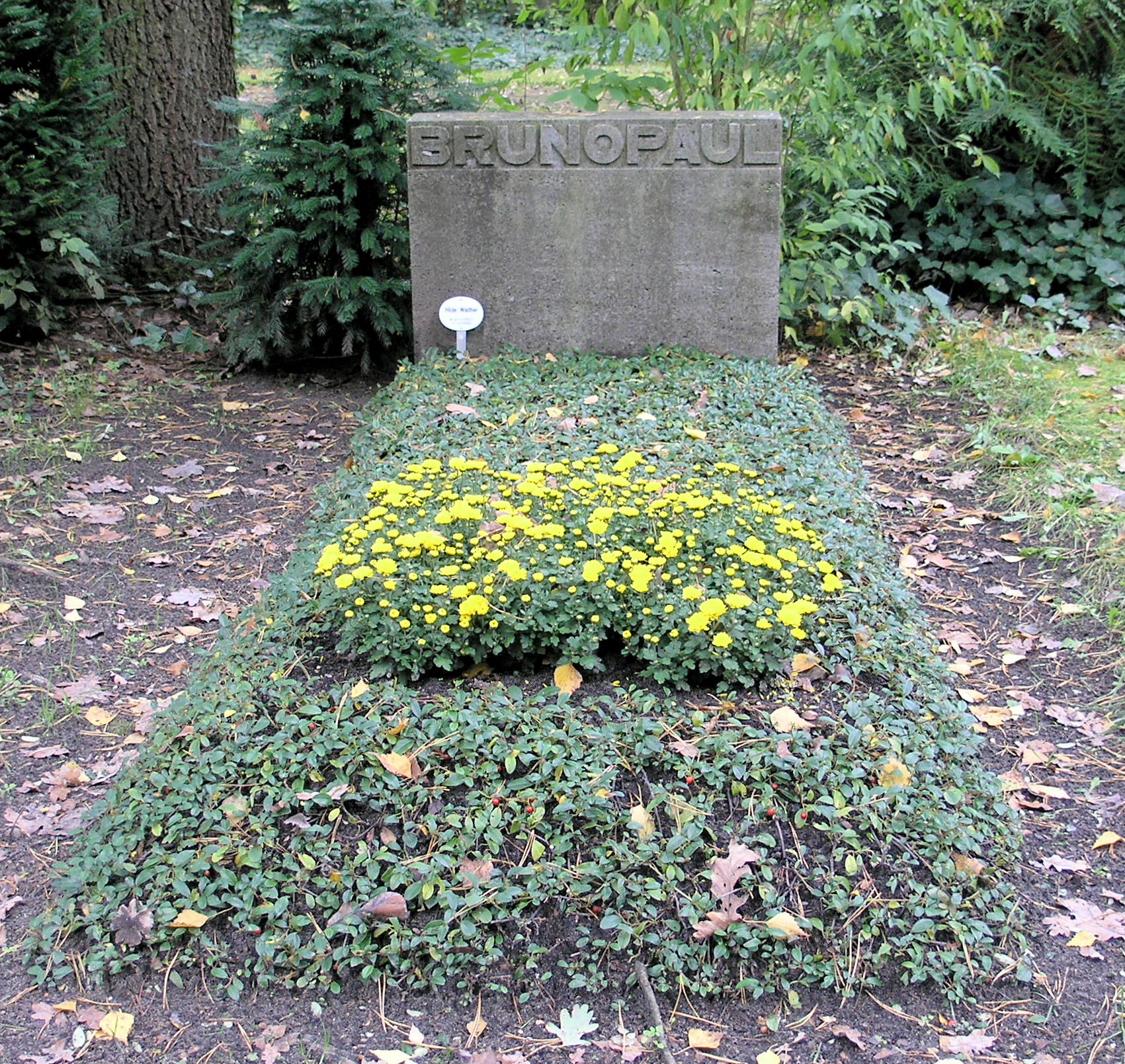
Ehrengrab von Bruno Paul auf dem Waldfriedhof Zehlendorf

Nach dem Ende des Zweiten Weltkriegs arbeitete er zunächst in Wiesenburg/Mark, danach in Frankfurt am Main und Hanau. 1949 zog er nach Höxter und später nach Düsseldorf, wo er hauptsächlich im Ingenieur- und Brückenbau für die Firma Gollnow & Sohn tätig war. 1955 wurde er in die neugegründete Akademie der Künste (West-Berlin) aufgenommen. Bruno Paul übersiedelte 1955 nach Berlin, wo er 1968 im Alter von 94 Jahren starb.
Seine Grabstätte befindet sich auf dem Waldfriedhof Zehlendorf in Berlin-Nikolassee. Die Grabstätte in der Abt. XIII-W-875 zählt zu den Ehrengräbern des Landes Berlin.

## Werk

### Karikatur
Bruno Paul trat mit ersten humorvollen Zeichnungen für die literarisch-künstlerische Wochenschrift Jugend 1896 an die Öffentlichkeit. Zwischen 1897 und 1906 zeichnete er für den Simplicissimus 492 großteils politische Karikaturen, die im Lauf der Jahre immer bissiger wurden. Diese Zeichnungen befinden sich heute mit wenigen Ausnahmen in der Staatlichen Graphischen Sammlung München. Mit seiner Berufung nach Berlin gab Paul diese Tätigkeit, die ihm als preußischem Professor hätte Probleme bereiten können, vollständig auf. Seine letzten fünf Karikaturen im Simplicissimus erschienen daher unter dem Pseudonym Ernst Kellermann. Neben seinen Karikaturen entstanden auch Plakate für Ausstellungen und Institutionen wie etwa 1903 für das berüchtigte Münchner politische Kabarett Die Elf Scharfrichter.

### Innenarchitektur, Design

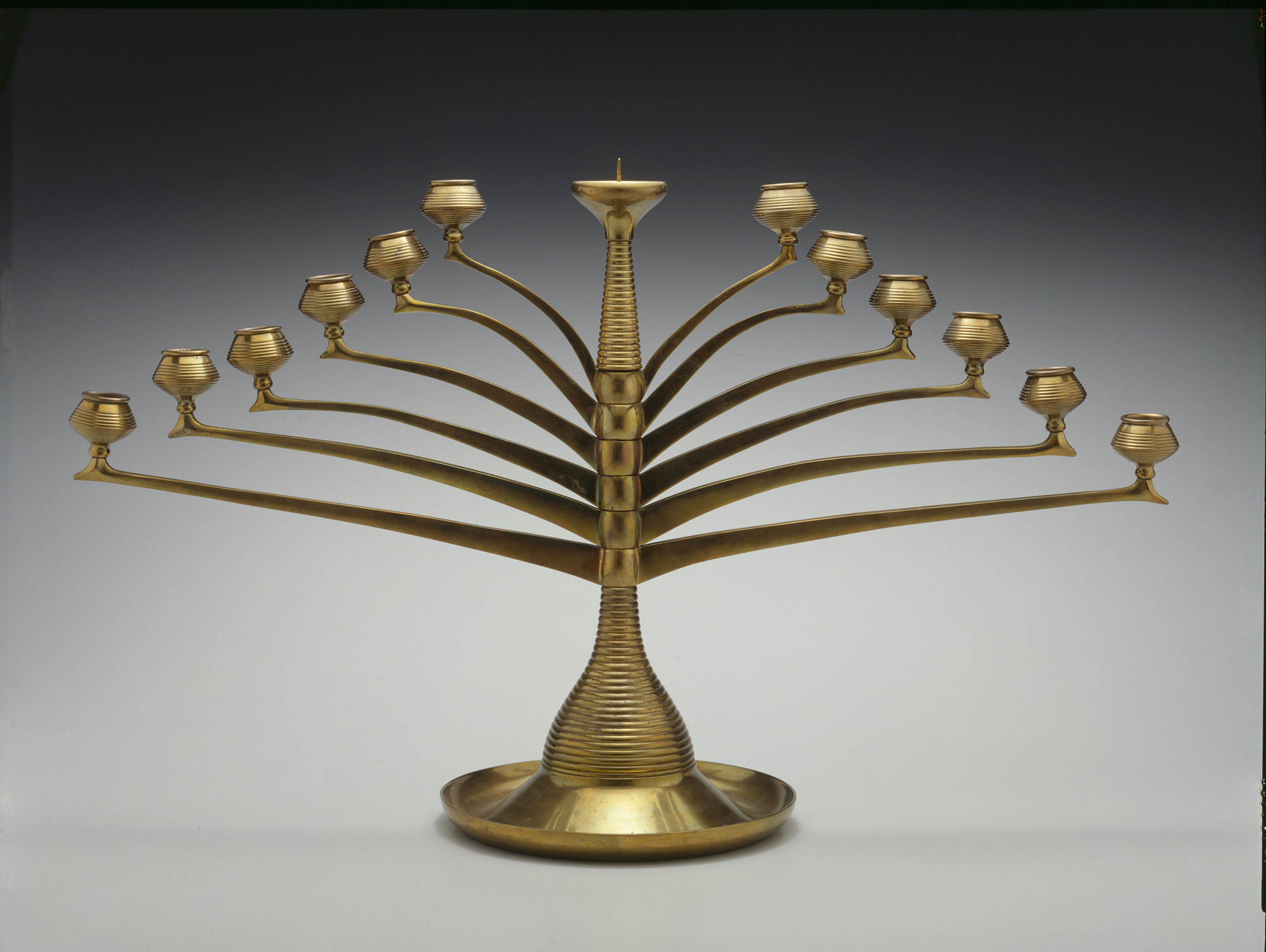
Kerzenleuchter (1901)

Parallel zu seiner Arbeit als Karikaturist hatte sich Bruno Paul auch eine Position als gefragter Möbelentwerfer und Innenarchitekt erarbeitet. Er entwarf kostspielige Einzelanfertigungen für das Luxussegment, aber auch typisierte Möbel für die serielle Fertigung. Sein Arbeitszimmer für den Bayreuther Regierungspräsidenten wurde auf der Weltausstellung in St. Louis 1904 mit einem Grand Prix ausgezeichnet. In der Folge gestaltete er unter anderem den Wartesaal im Nürnberger Hauptbahnhof – ebenfalls ein Auftrag der Bayerischen Staatsregierung – sowie die Ausstattung und Inneneinrichtung für den Doppelschrauben-Schnellpostdampfer Kronprinzessin Cecilie, einen Transatlantikliner des Norddeutschen Lloyd, der zu den ehrgeizigsten und erfolgreichsten deutschen Passagierschiffprojekten des 20. Jahrhunderts zählt. Neben Paul waren unter anderem der langjährige künstlerische Leiter des Lloyd, Johann Georg Poppe, Joseph Maria Olbrich und Richard Riemerschmid an diesem Auftrag beteiligt. Im Anschluss an diese Arbeit wurde Poppe von Bruno Paul als Hausarchitekt des Norddeutschen Lloyd abgelöst. In der Zeit bis 1909 war Paul für die Ausstattung dreier weiterer Schiffe, darunter des Schnelldampfers Prinz Friedrich Wilhelm, verantwortlich. Das einst im Speisesaal dieses Schiffes aufgestellte und von Paul entworfene Einbauklavier, das der Klavierbauer Ibach ausführte, hat sich bis heute erhalten.
Zusammen mit dem damals noch jungen Sergius Ruegenberg entwickelte er 1924 die Innenausstattung und -gestaltung des neuen Einheitswagen der Berliner Straßenbahn, von dem insgesamt 501 Triebwagen und 803 Beiwagen gebaut wurden.

### Architektur
Als Architekt stand Bruno Paul der so genannten „Neuen Sachlichkeit“ nahe. Diese Strömung in der Architektur grenzte sich einerseits vom Expressionismus ab, andererseits, erkenntlich an der Verwendung des Wortes „neu“, von einer ihr vorausgehenden Bewegung zu Einfachheit und Zweckmäßigkeit, die 1906/1907 in Deutschland mit der Abkehr vom Jugendstil verbunden war. Die Neue Sachlichkeit wurde besonders durch die Architekten der Bauhaus-Schule berühmt, zu ihr gehören aber auch zahlreiche Bauten und städtebauliche Projekte anderer Werkstätten.
Eine erste Arbeitsprobe als Architekt hatte Bruno Paul 1907 mit dem „Haus Westend“, Berlin-Charlottenburg, Ebereschenallee 16, geliefert. Von 1907 bis 1908 war Ludwig Mies van der Rohe im Architekturbüro von Bruno Paul tätig und studierte bei Paul an der Kunstgewerbeschule Berlin die von ihm vertretene Reformarchitektur der Münchner Schule. Adolf Meyers, ein zentraler Wegbereiter der Industriearchitektur in Deutschland des 20. Jahrhunderts, arbeitete von 1909 bis 1910 in Bruno Pauls Büro. Seit 1921 unterhielt er gemeinsam mit seinem Schwager Franz Weber ein Baubüro in Köln. Von hier aus wurden seine Projekte im Westen Deutschlands betreut, darunter repräsentative Villen und Landhäuser, zum Beispiel in Köln-Marienburg und Soest, denen er seinen Ruf als „Architekt der Gesellschaft“ verdankte. Zwischen 1926 und 1931 wurden in Soest nach Entwürfen von Bruno Paul drei Villen (der Familien Plange, Sternberg und Jahn) sowie ein Ruderheim am Möhnesee gebaut und neben einem Wohnhausumbau (der Familie Hagen) auch der Umbau eines Veranstaltungsraumes durchgeführt. Wie für die damalige Zeit üblich entwarf Bruno Paul auch die komplette Innenausstattung der Häuser bis hin zu einzelnen Türgriffen und verwendete für Einbauten, Türen und Möbel (insbesondere bei der Villa des Furnierwerksbesitzers Otto Jahn) die kostbarsten und exotischsten Hölzer, wie Ostindisch oder Rio-Palisander, ungarische Blumenesche, Bahia-Rosenholz oder Zitronenholz. Die drei Villen sind äußerlich nahezu im Originalzustand und stehen unter Denkmalschutz. Die Villa Plange befindet sich im Besitz des Kreises Soest; seit 2009 ist dort ein Raum mit restaurierten Möbeln von Bruno Paul eingerichtet.
Die Planung des „Disch-Hauses“ – benannt nach den Auftraggebern, einer Kölner Unternehmensgruppe – ging auf die alte Freundschaft mit Richard Riemerschmid zurück, der inzwischen Direktor der Kölner Werkschulen geworden war. Das Büro- und Geschäftshaus mit stark nach außen gekrümmter Fassade und ausgeprägten horizontalen Fensterbändern entstand 1930 und gilt als wichtigstes Zeugnis des Neuen Bauens in der Domstadt. Es ist eines der Hauptwerke des Architekten, ebenso wie die Erweiterungsbauten für die Verwaltung des Gerling-Konzerns in Köln. In diese Gruppe herausragender Arbeiten gehört auch die Villa für den Lederfabrikanten Edmund Traub von 1928/1930, eines der wichtigsten Beispiele des Funktionalismus in Prag, vor allem aber das zeitgleich errichtete Kathreiner-Hochhaus am Kleistpark in Berlin. Dieses erste reine Bürohochhaus in der Hauptstadt – einige Fabrikhochhäuser gab es schon – hat zwölf Etagen und zwei sechsgeschossige Flügel. Es steht heute unter Denkmalschutz.

### Bauten
- 1903–1906: Ausstattung der Repräsentationsräume im sog. Faberschloss in Stein (Mittelfranken).
- 1906: Weinhaus für die Bayerische Jubiläums-Landes-Ausstellung Nürnberg 1906[14]
- 1907–1908: Haus Westend in Berlin-Westend, Ebereschenallee 16[15][16]
- 1908–1909: Sporthaus des Berliner Lawn-Tennis-Klubs in Berlin-Grunewald[15]
- 1909: Schloss Börnicke bei Bernau für Paul von Mendelssohn-Bartholdy
- 1909/10: Wohnhaus Dr. B. (Landhaus für Heinrich und Lily Braun) in Kleinmachnow[15][17]
- 1909–1910: Haus Sallentin in Berlin-Grunewald[15]
- 1909–1910: Wohnhaus Fanny Herxheimer in Frankfurt am Main, Zeppelinallee 47[15]
- 1910: Gartensaal auf der Weltausstellung Brüssel 1910[18]
- 1910: Pavillon Scherls Lesehalle in Norderney
- 1910: Innenausstattung der Villa Feinhals des Kölner Unternehmers Josef Feinhals in Köln-Marienburg, Lindenallee 5 (Architektur nach Entwurf von Joseph Maria Olbrich†)[15]
- 1910–1911: Bürohaus Zollernhof in Berlin-Mitte, Unter den Linden 36–38[15][19]
- 1910–1915: Villa Gans (Haus Hainerberg) in Königstein im Taunus (1938–1945 Erholungsheim der Deutschen Reichspost, bis 1997 Klinik Hainerberg der Landesversicherungsanstalt Hessen), Altenhainer Straße 1[15]
- 1910–1911: Gestaltung des Speisesaals im Robert-Bosch-Haus in Stuttgart[20]
- 1911: Heilanstalt Pützchen, Pützchen bei Bonn[15][21][22][23]
- 1911–1912: Wohnhaus Prof. Dr. Gotthold Herxheimer in Wiesbaden, Rösselstraße 35[15]
- 1911–1913: Nellinistift in Frankfurt am Main, Stiftung von Rose Livingston, Cronstettenstraße 59[14]
- 1912–1915: Wohnhaus Julius Oppenheimer in Straßburg, 40 Rue de Verdun[14]
- 1913: Haus Waltrud der Familie Walter Sobernheim auf Schwanenwerder[24], (Inselstraße 15–18)[25]
- 1913–1914: Wohnhaus Ernst Röchling in Duisburg, Düsseldorfer Straße 193[14]
- 1913–1914: Wohnhaus Nelly Herz, geb. Gans, in Berlin, Dohnenstieg 10–12 (von 1937 bis 1944 Dienstwohnung von Heinrich Himmler)[14]
- 1913–1915: Stadtpalais für Paul von Mendelssohn-Bartholdy, Alsenstraße 3/3a in Berlin-Tiergarten[26]
- 1914: Bauten auf der Kölner Werkbundausstellung[27]
- vor 1916: Erweiterungsbau des Heyls-Schlößchen am Dom in Worms[15]
- 1914–1925: Asiatisches Museum in Berlin-Dahlem, Arnimallee[28]
- vor 1916: Haus S. in Königsberg[15]
- vor 1916: Erweiterungsbau der Unterrichtsanstalt des Kunstgewerbe-Museums in Berlin[15]
- 1915–1917: Haus Friedwart in Wetzlar, Laufdorfer Weg 6, Innenarchitektur[29]
- 1920–1921: Wohnhaus Ernst Fraenkel in Hamburg, Krumdahlsweg 9[14]
- 1923–1924: Wohnhaus Neven DuMont in Köln, Goethestraße 68[14]
- 1924–1925: Um- und Anbau Wohnhaus/Klinik Prof. Dr. János Plesch in Berlin, Budapester Straße[14]
- 1924–1925: Doppelhaus Salomon/Schmidt in Köln, Bayenthalgürtel 34/Goltsteinstraße 191[14]
- 1924–1925: Wohnhaus Auerbach in Berlin-Dahlem, Clayallee 34[30]
- 1923–1926: Wohnhaus Collignon in Berlin-Wannsee, Am Großen Wannsee 72–76[31]
- 1924: Umbau des Landhauses Prieger in Berlin-Grunewald, Lassenstraße 32–34[32]
- 1924: Plattenhaus 1018 für die Deutschen Werkstätten in Hellerau (ein erhaltenes Exemplar des Plattenhauses 1018 steht in Dresden-Hellerau, Auf dem Sand 26)[14]
- 1926–1927: Wohnhaus Riffarth in München, Agnes-Bernauer-Straße 101[14]
- 1926–1927: Villa Plange in Soest, Sigefridwall 20[33][14]
- 1927: Villa Sternberg in Soest, Roßkampfgasse 2[33][14][34]
- 1927: Wohnhaus Charlotte Simon, geb. Sobernheim, in Berlin, Inselstraße 18[14]
- 1927: Wohnhaus Karl Rube, in Diez, Parkstraße 41
- 1927–1928: Wohnhaus Walther Lange in Berlin-Nikolassee, Libellenstraße 9[35][36]
- 1927–1928: Textilkaufhaus Sinn & Co. GmbH in Gelsenkirchen, Bahnhofstraße 41–43[14]
- 1927–1928: Haus Mia und Karl Bergmann in Dresden, Goetheallee 37[14]
- 1928: Ruderheim am Möhnesee[14]
- 1928–1929: Haus Jenny und Siegmund Bergmann in Dresden, Waldparkstraße 6[14]
- 1928–1929: Villa Traub in Prag-Střešovice, Pod hradbami 658/17[14]
- 1928–1930: Kathreiner-Haus in Berlin, Potsdamer-Straße 186[14]
- 1928–1930: Disch-Haus in Köln, Brückenstraße/Herzogstraße[14]
- 1929: Denkmal für die Toten aus dem Ersten Weltkrieg in Seifhennersdorf in Zusammenarbeit mit Waldemar Raemisch[14]
- 1929–1931: Villa für die jüdische Kaufmannsfamilie Paul Lindemann in Berlin, am Hochufer Rupenhorn über dem Stößensee (von 1935 bis 1941 Wohnsitz von Hanns Kerrl, seit 2003 Sitz des Touro College Berlin).[37][38]
- 1930–1931: Villa Jahn in Soest, Pagenstraße 41[39][14]
- 1930: Südflügel der Verwaltung des Gerling-Konzern in Köln[14]
- 1934: Siedlungsbauten der I.G. Farben in Bitterfeld-Wolfen, Goethestraße[14]
- 1935: Haus Knischewski in Potsdam, An der Sandscholle 50[40]
- 1935: Siedlungsbauten in Köln, Luxemburger Straße/Neuenhöfer Allee/Nonnenwerthstraße/Sülzgürtel[14]
- 1936: Siedlungsbauten in Köln, Vorgebirgstraße[14]
- 1937: Umbau Café Blum in Wiesbaden, Wilhelmstraße 60[14]
- 1937: Haus Lucia Antoine in Berlin, Trabener Straße 74[14]
- 1939–1940: Siedlungsbauten der I.G. Farben in Dessau-Haideburg, Am Peterholzhang[41]
- 1949–1950: Weserbrücke in Holzminden[14]
- 1952/53: Bürogebäude in Kooperation mit Hanns Koerfer in Köln, Gereonsdriesch 9–11[14]

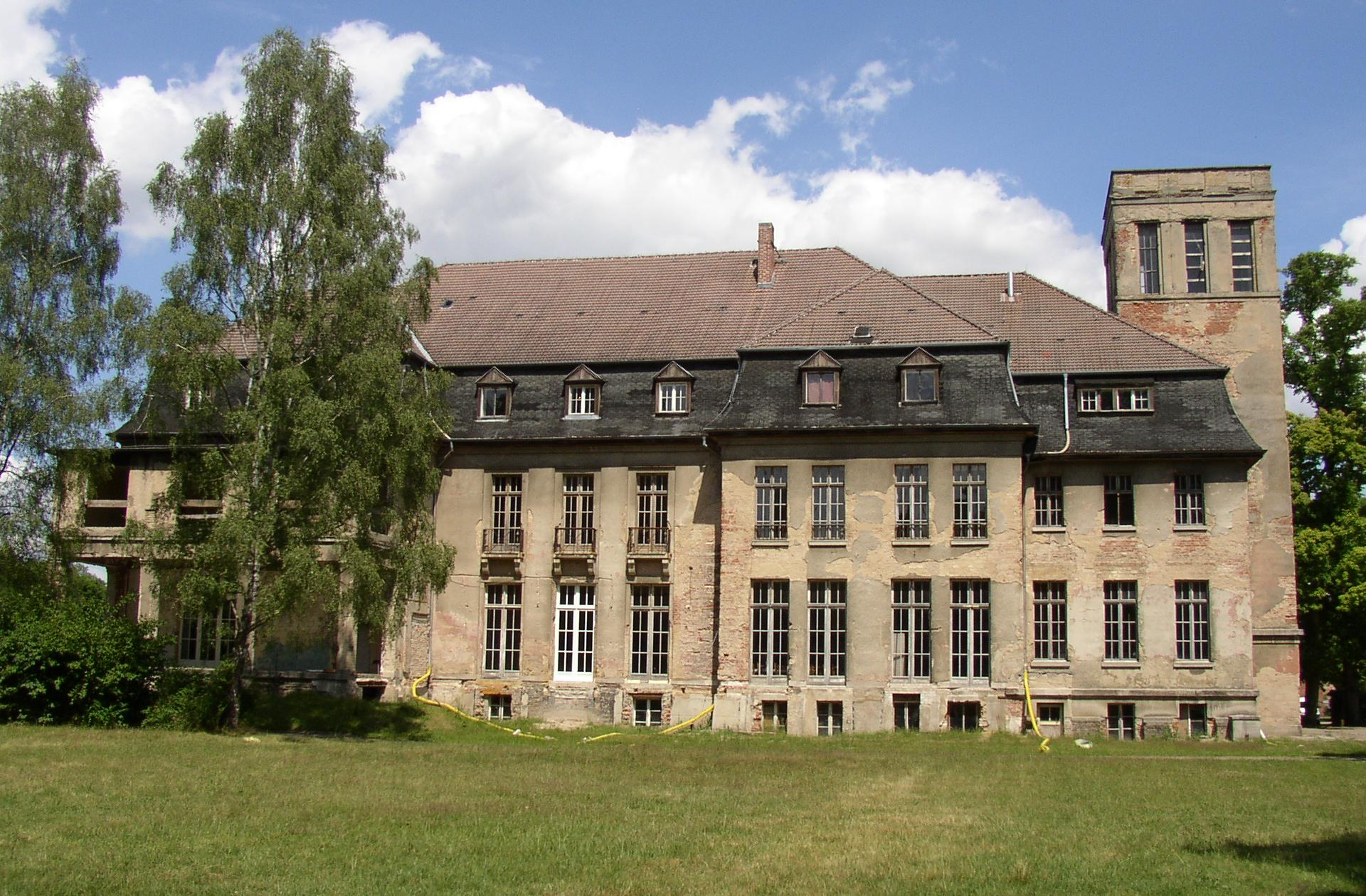
Schloss Börnicke in Börnicke (1909)
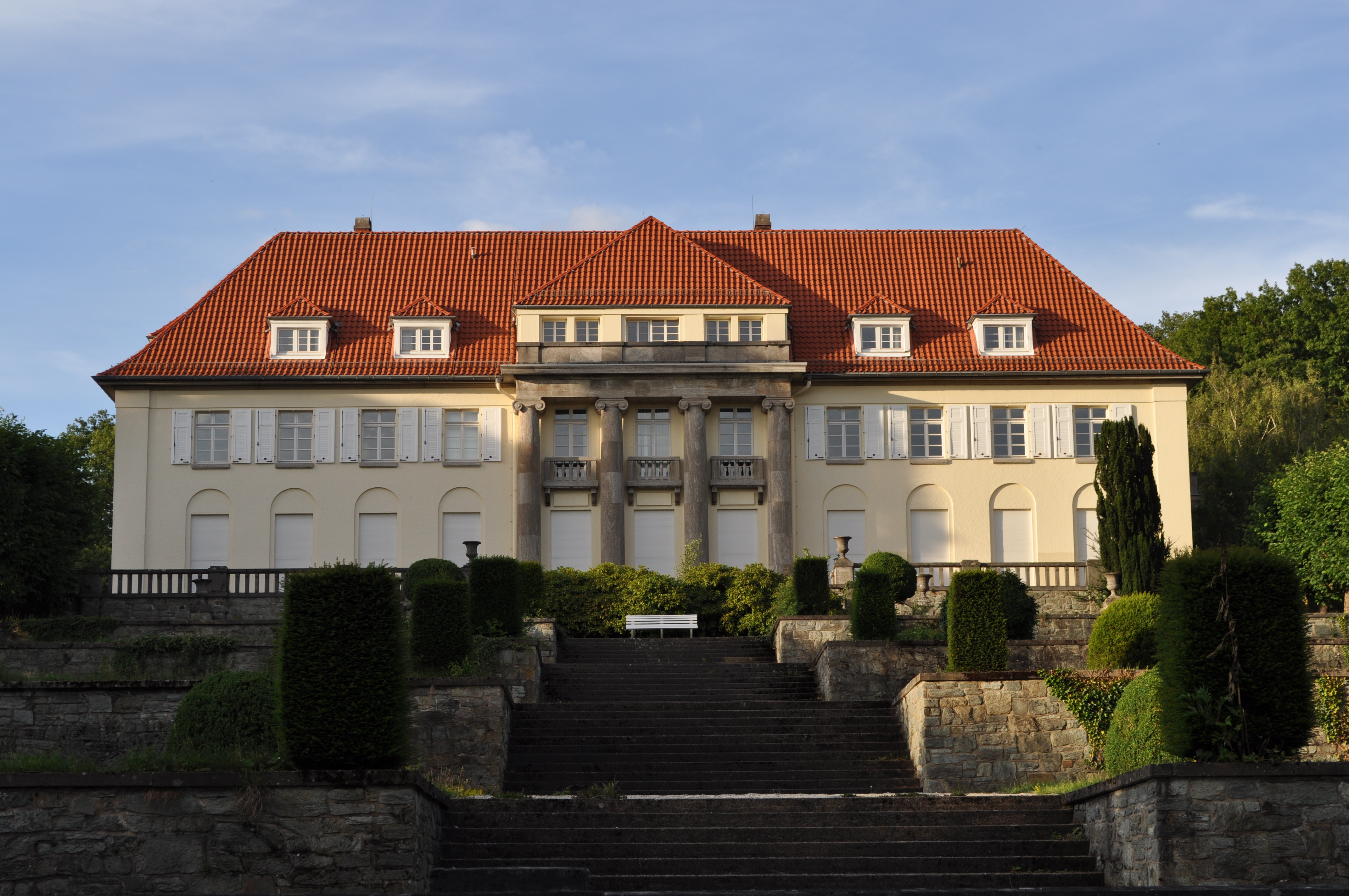
Villa Adolf Gans in Königstein im Taunus (1910)
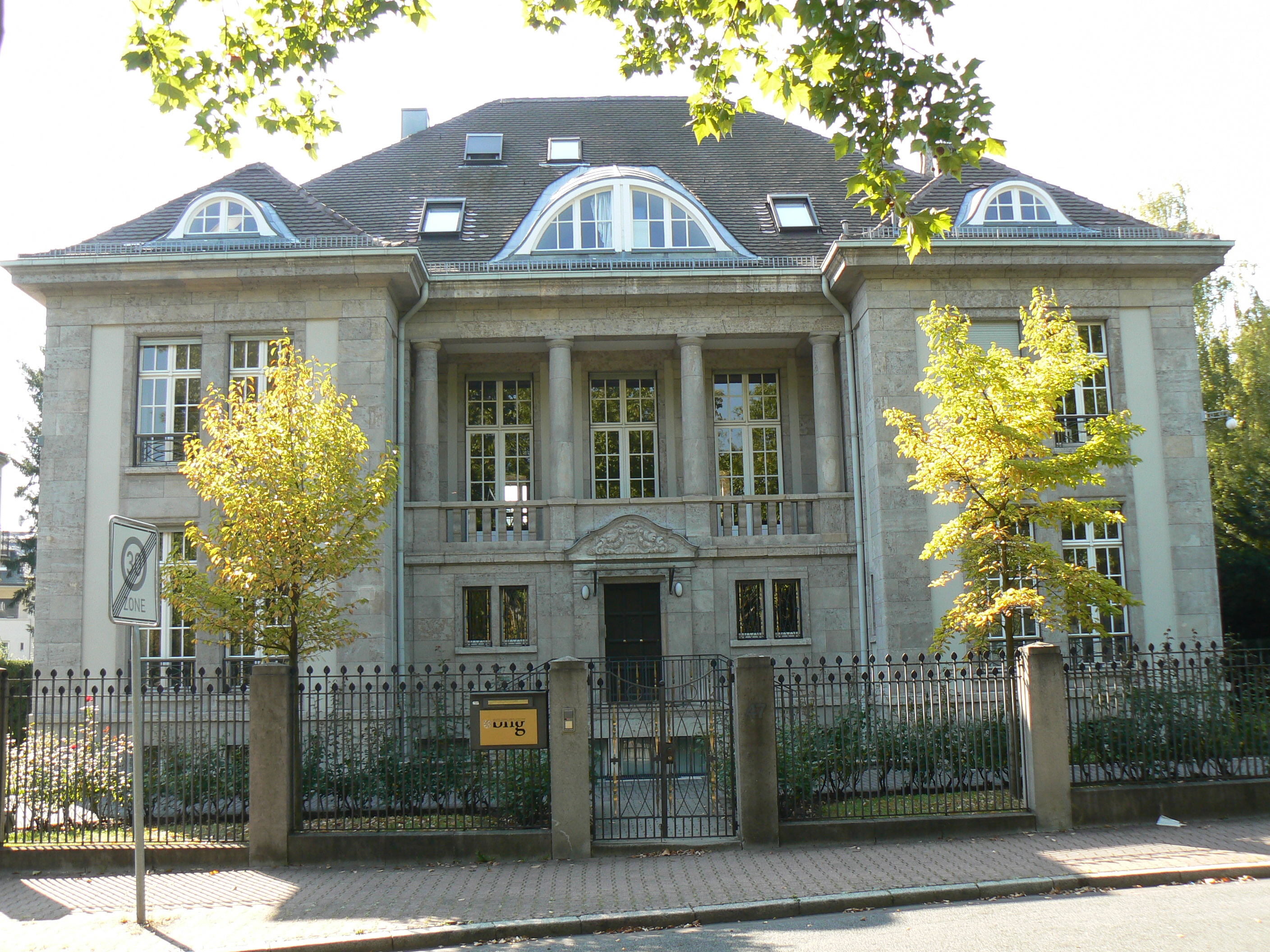
Villa Herxheimer in Frankfurt am Main, Zeppelinallee 47 (1910–1911)
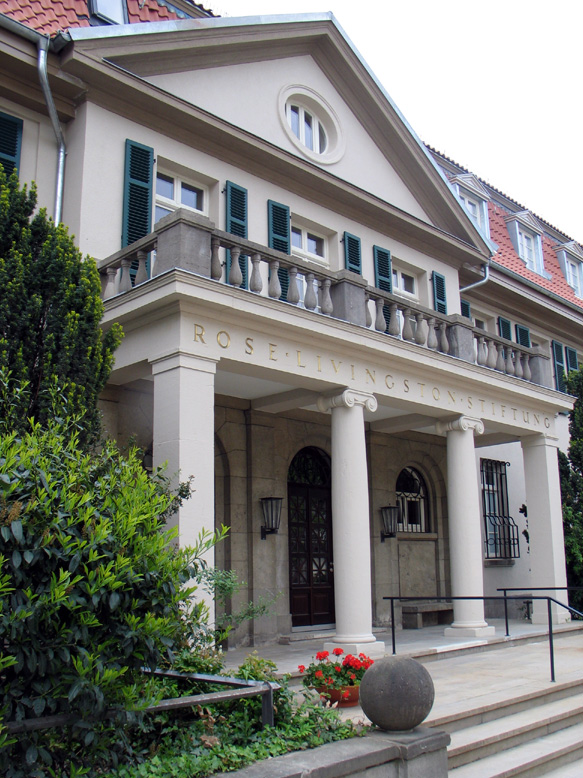
Nellinistift in Frankfurt am Main (1913)
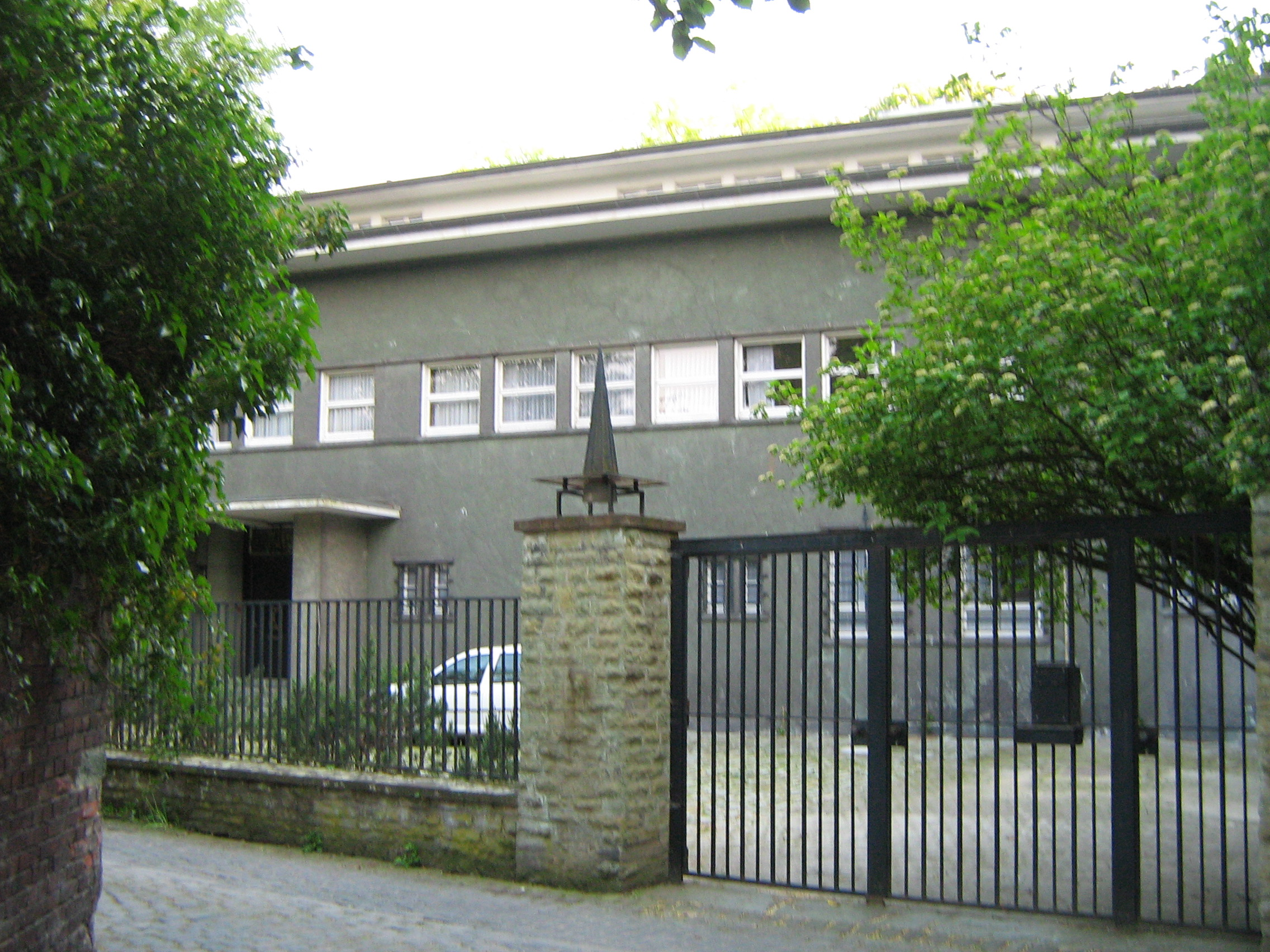
Villa Sternberg in Soest (1927)
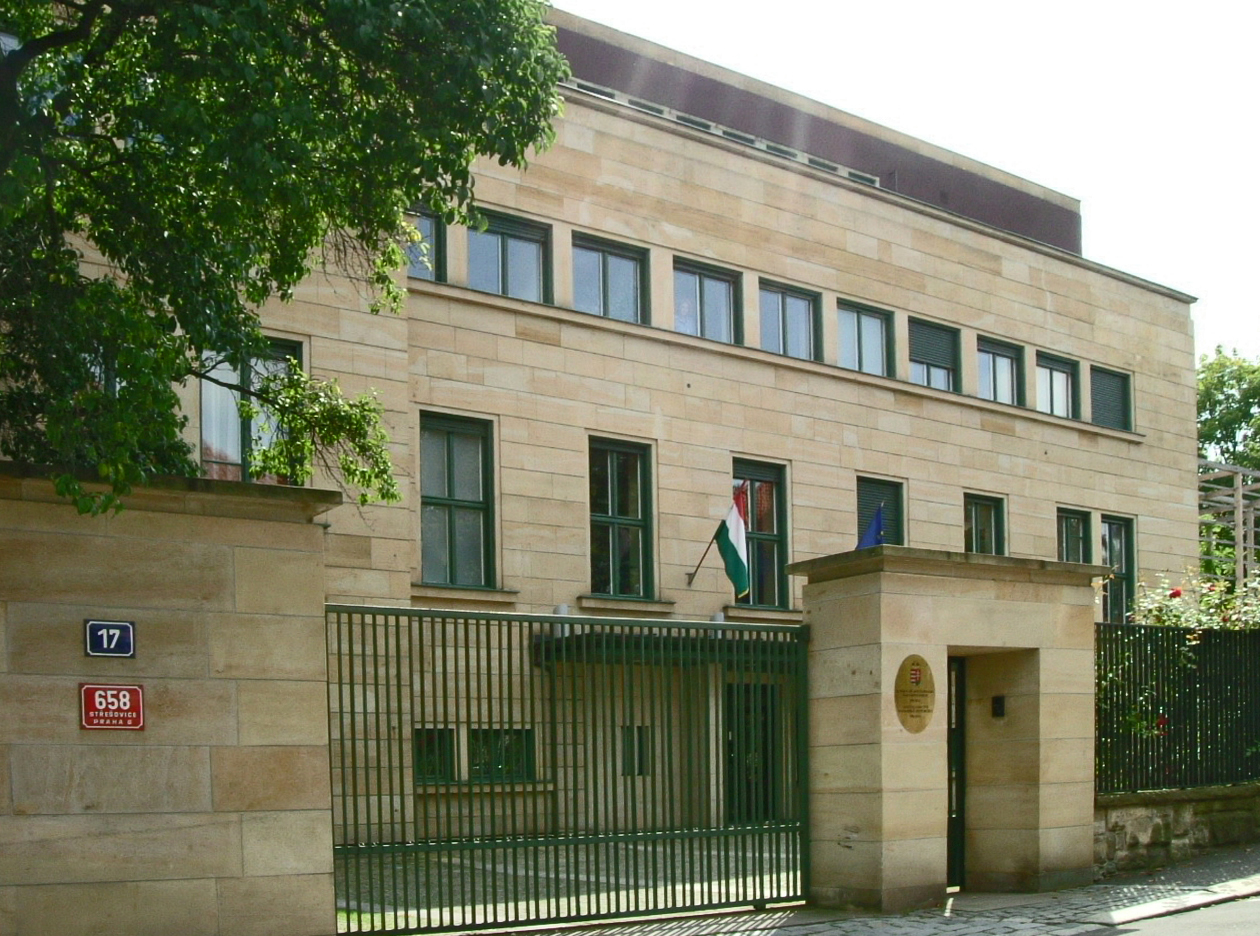
Villa des Lederfabrikanten Traub in Prag, heute Ungarische Botschaft (1928)
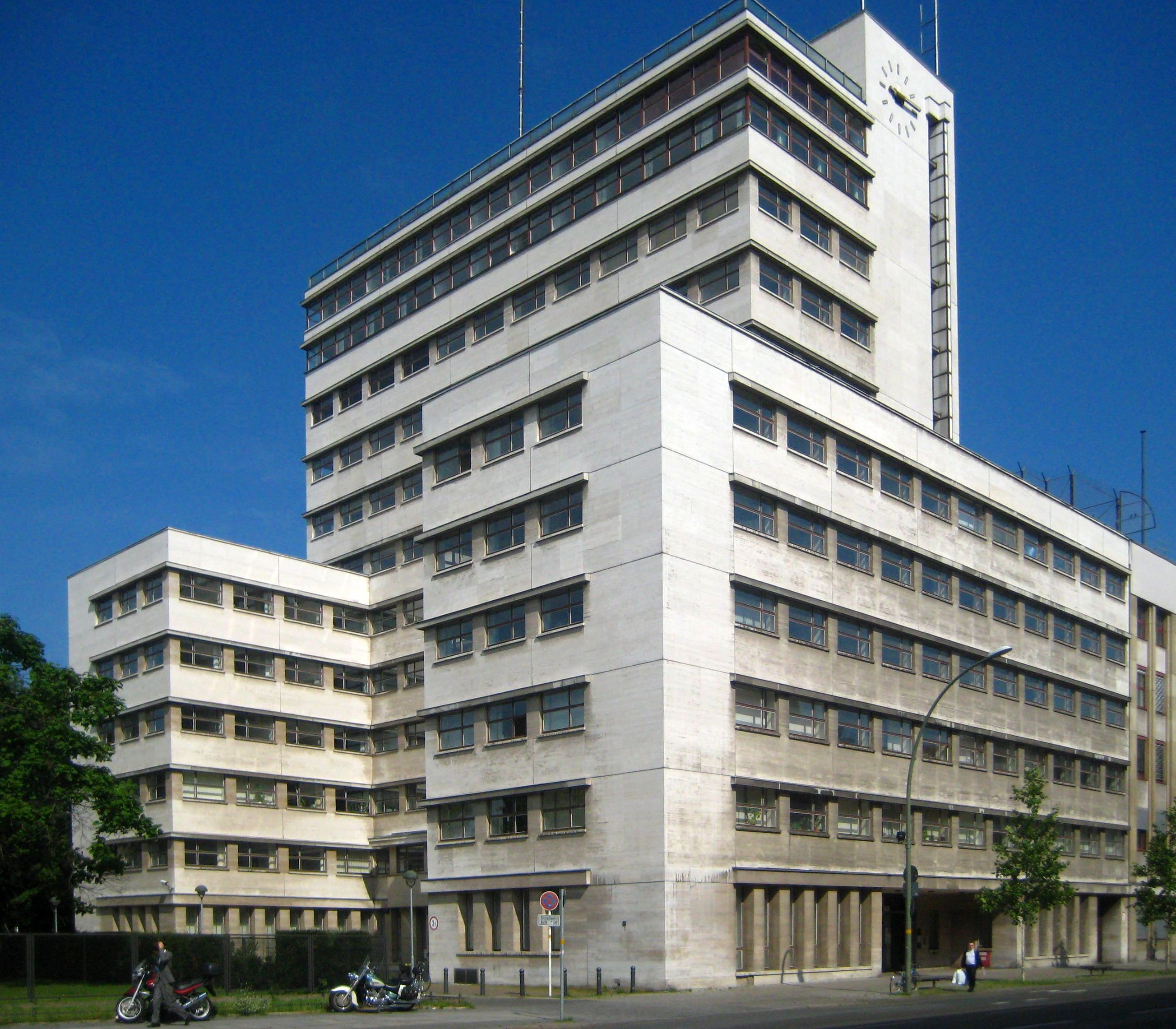
Kathreiner-Hochhaus in Berlin (1929–1930)
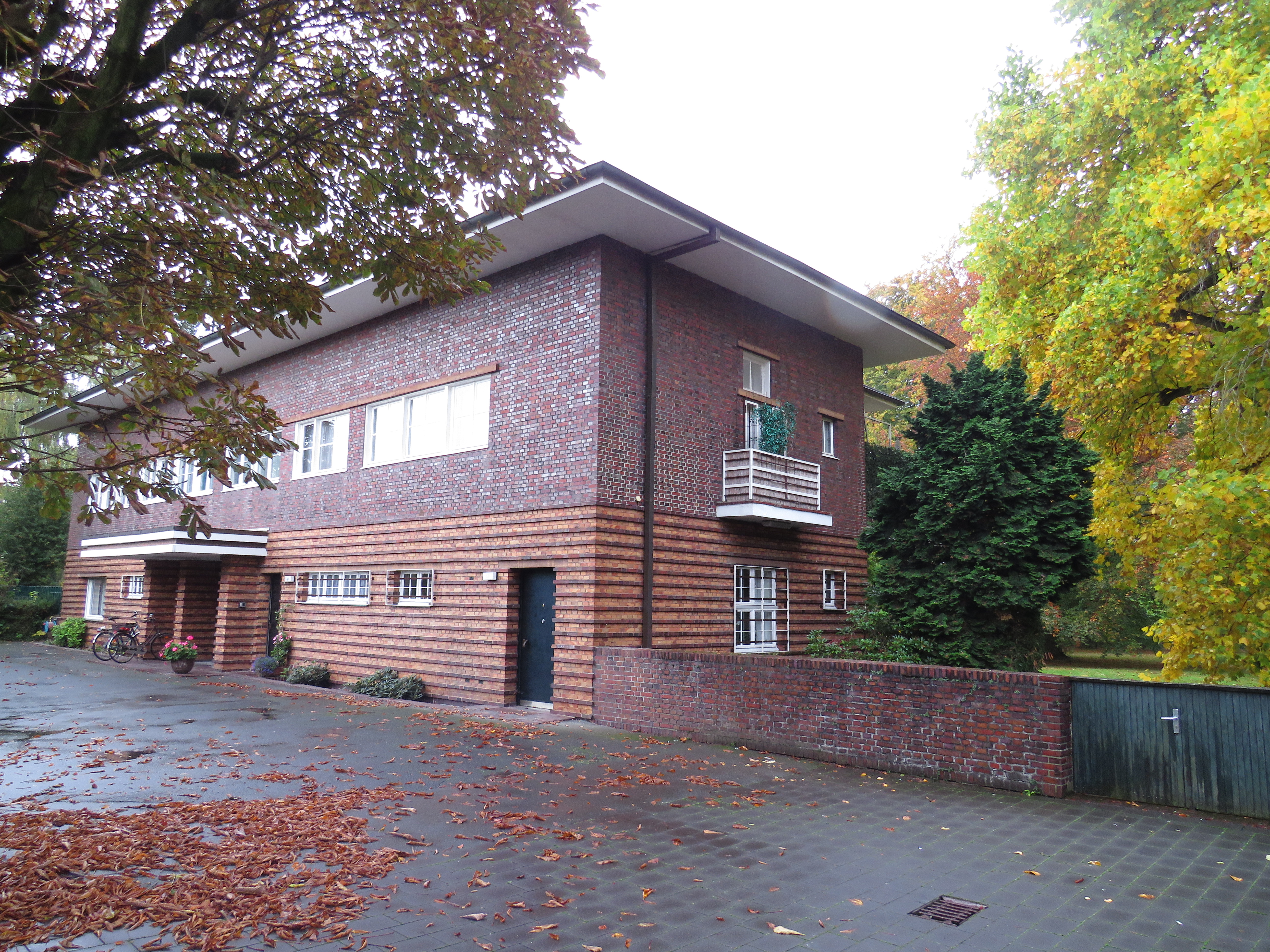
Villa Jahn in Soest (1931) Eingang
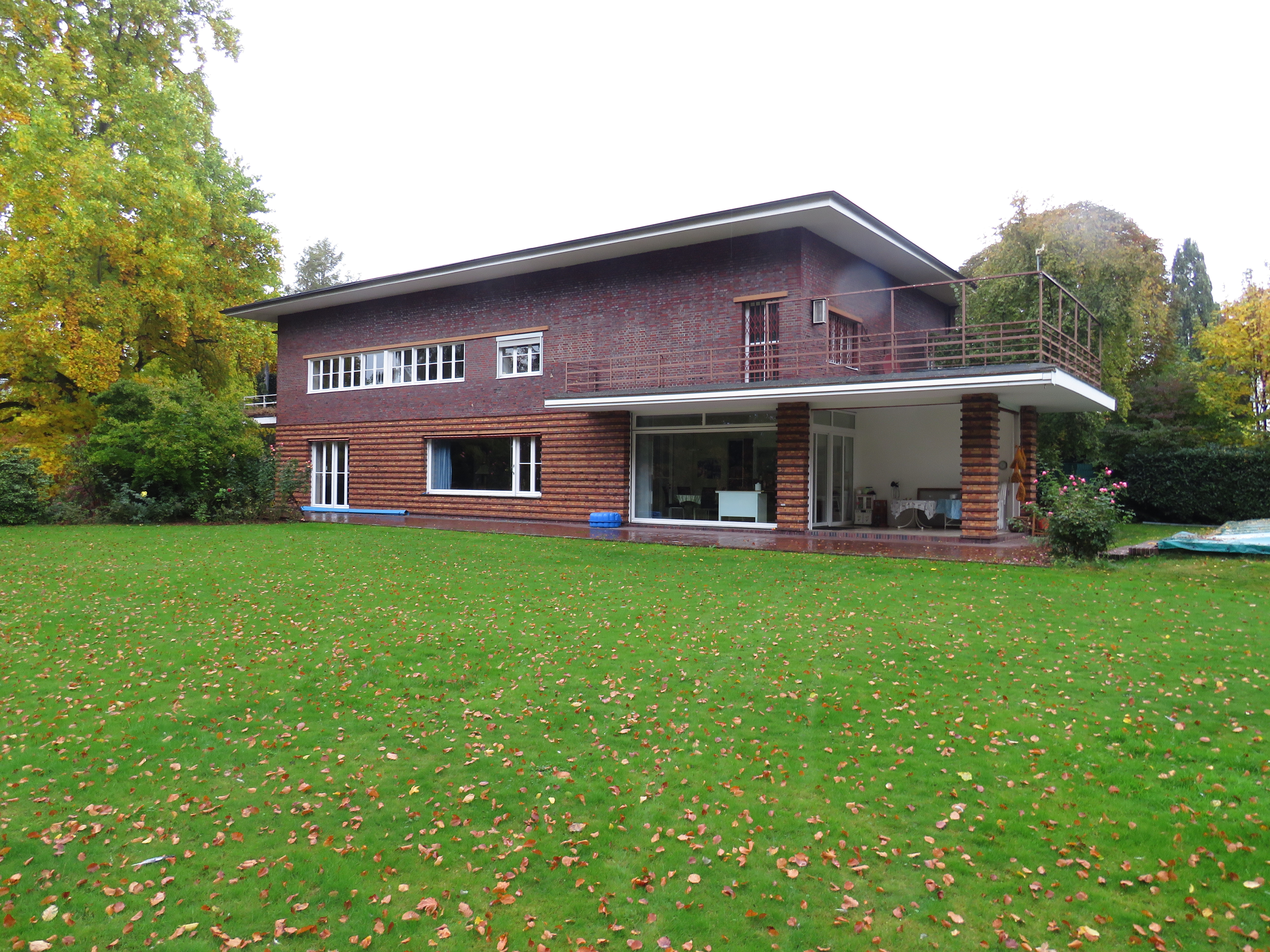
Villa Jahn in Soest (1931) Garten

## Auszeichnungen
- 1900: drei Goldmedaillen auf der Weltausstellung in Paris
- 1906: Prinzregent-Luitpold-Medaille
- 1907: Goldene Medaille für Kunst[42]
- 1911: Roter Adlerorden für Beteiligung an der Weltausstellung Brüssel 1910[43]
- 1915: Rote Kreuz-Medaille (Preußen)[44]
- 1917: Verdienstkreuz für Kriegshilfe[45]
- 1954: Großes Verdienstkreuz der Bundesrepublik Deutschland aus Anlass seines 80. Geburtstages
- 1969: Ehrenurkunde des Bundes Deutscher Architekten der DDR